# Герб Борщівської Турки
Герб Борщівської Турки — офіційний символ села Борщівська Турка, Коломийського району Івано-Франківської області, затверджений 27 січня 2023 року рішенням сесії Заболотівської селищної ради.
Автори — А. Гречило та В. Косован.

## Опис герба
Щит розтятий, у правому золотому полі пурпурова квітка шафрану (крокуса) із зеленими листочками, у лівому червоному — дві срібні голови турів із золотими рогами та червоними очима, одна над іншою.

## Значення символів
Квітка шафрану вказує на красу та багатство місцевої природи, повторює сюжет із герба сусіднього с. Борщів. Голови турів є номінальними символами й асоціюються з назвою села.